# Corona de la reina Camila

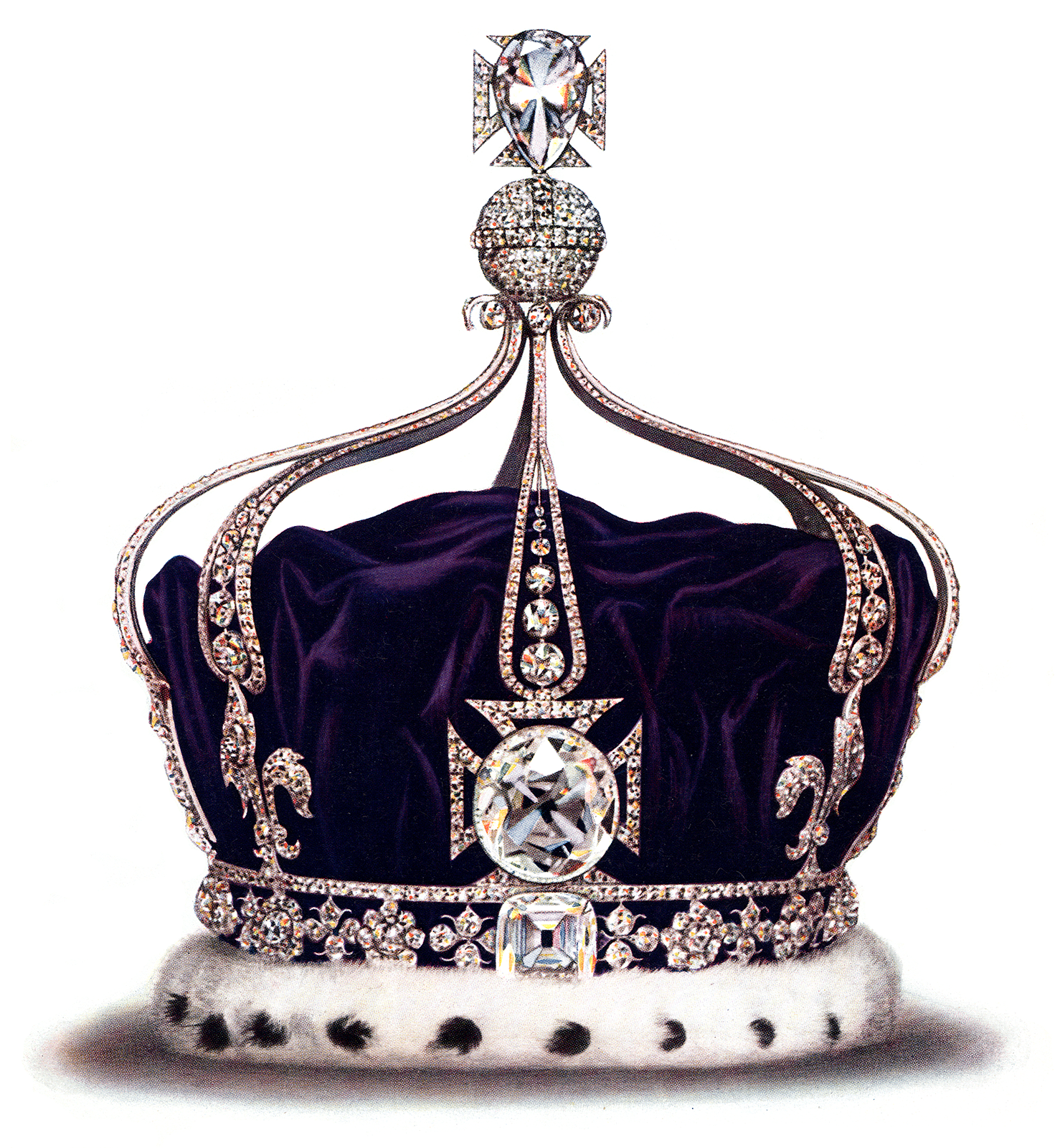
La corona en una fotografía coloreada a mano de 1919

La corona de la reina Camila, anteriormente conocida como la corona de la Reina María hasta 2025, es una corona de consorte que forma parte de las Joyas de la Corona del Reino Unido. Se fabricó en 1911 para la coronación de la reina británica María de Teck. Posteriormente, María la lució ocasionalmente en forma abierta. Volvió a usarse, con modificaciones, en la coronación de la reina Camila en 2023.

## Descripción

### Reina María
La reina María compró la corona de inspiración art déco a la joyería Garrard &amp; Co. con dinero propio, con la esperanza de que se convirtiera en un legado para las futuras reinas consortes. Su estilo es inusual para una corona británica, ya que tiene ocho medios arcos en lugar de los cuatro medios arcos o dos arcos más habituales.
Tiene una altura de 25 cm (9,8 plg) y pesa 590 g (1,3 lb). La corona, de plata dorada, cuenta con alrededor de 2200 diamantes de talla rosa y talla brillante. Originalmente, incluía el diamante Koh-i-Noor de 105,6 quilates (21,1 g), así como el Cullinan III de 94,4 quilates (18,9 g) y el Cullinan IV de 63,6 quilates (12,7 g).
En 1914, esos diamantes fueron reemplazados por réplicas de cristal para su exhibición pública, y los arcos de la corona se hicieron desmontables para que pudiera usarse como una corona abierta. María la usó así después de que su esposo, Jorge V, muriera en 1936. En 1937, el año de la coronación de Jorge VI, el diamante Cullinan V de 18,8 quilates (3,8 g), en forma de corazón, se agregó por primera vez a la corona en lugar del Koh-i-Noor, que se eliminó para su uso en la corona de la reina Madre Isabel.
La reina Camila la utilizó durante su coronación en mayo de 2023. Antes de la ceremonia, la corona fue alterada parcialmente por los joyeros de la corona, Mappin y Webb. Las alteraciones incluyeron volver a colocar en la corona los diamantes Cullinan III y IV originales, así como el Cullinan V en lugar del controvertido Koh-i-Noor, como homenaje a la suegra de Camila, Isabel II, que llevaba los diamantes como broches. El número de arcos se redujo de ocho a cuatro y la corona se equipó con un nuevo bonete de terciopelo púrpura. Fue la primera vez desde la década de 1700 que una reina consorte británica reutilizaba la corona de una predecesora. En enero de 2025, la corona pasó a llamarse oficialmente Corona de la Reina Camila.

## Galería
|                                                                                 |
| La reina María con la corona en una fotografía de su coronación, en el año 1911 |

|                                                                         |
| La reina María con la corona sin arcos, cofia ni armiño, en el año 1914 |

|                                                                                  |
| La reina Camila luciendo la corona modificada para su coronación, en el año 2023 |